# Elecciones provinciales de Mendoza de 2011
Las elecciones generales 2011 de la Provincia de Mendoza se realizaron el domingo 23 de octubre de 2011 junto con las elecciones presidenciales en Argentina. Se eligieron gobernador y vicegobernador, 5 diputados nacionales, 19 senadores provinciales, 24 diputados provinciales, 16 intendentes y la mitad de los Concejos Deliberantes de 16 municipios. Fue elegido gobernador Francisco Pérez.

## Renovación legislativa
| Sección Electoral | Cámara de Diputados | Cámara de Diputados | Cámara de Senadores | Cámara de Senadores |
| Sección Electoral | Diputados           | A renovar           | Senadores           | A renovar           |
| ----------------- | ------------------- | ------------------- | ------------------- | ------------------- |
| 1                 | 16                  | 8                   | 12                  | 6                   |
| 2                 | 12                  | 6                   | 10                  | 5                   |
| 3                 | 10                  | 5                   | 8                   | 4                   |
| 4                 | 10                  | 5                   | 8                   | 4                   |
| Total             | 48                  | 24                  | 38                  | 19                  |

## Resultados

### Consulta Popular
Consulta popular para aprobar cambios a la constitución provincial en donde las consultas populares deberán tener una mayoría de votos positivos en vez de una mayoría de electores registrados. No fue aprobada ya que el "Sí" no obtuvo más del 50% sobre los electores registrados
| Opción                | Votos     | % (Sobre votos positivos) | % (Sobre electores registrados) |
| --------------------- | --------- | ------------------------- | ------------------------------- |
| No                    | 450.343   | 50,39                     | 36,53                           |
| Sí                    | 443.459   | 49,61                     | 35,97                           |
| Votos positivos       | 893.802   | 89,44                     | 72,50                           |
| Votos en blanco       | 45.381    | 4,54                      | 3,68                            |
| Votos anulados        | 60.168    | 6,02                      | 4,88                            |
| Participación         | 999.351   | 81,06                     | 81,06                           |
| Electores registrados | 1.232.914 | 100                       | 100                             |
| Fuente:               |           |                           |                                 |

### Gobernador y vicegobernador
| Fórmula               | Fórmula                  | Partido                 | Partido                                    | Partido                                    | Votos     | %     |
| Gobernador            | Vicegobernador           | Partido                 | Partido                                    | Partido                                    | Votos     | %     |
| --------------------- | ------------------------ | ----------------------- | ------------------------------------------ | ------------------------------------------ | --------- | ----- |
| Francisco Pérez       | Carlos Ciurca            |                         | Frente para la Victoria                    | Frente para la Victoria                    | 372.321   | 42,76 |
| Roberto Raúl Iglesias | Juan Carlos Jaliff       |                         |                                            | Frente Cívico Federal                      | 244.479   | 28,08 |
| Roberto Raúl Iglesias | Juan Carlos Jaliff       |                         | Coalición Cívica ARI                       | 37.080                                     | 4,26      |       |
| Roberto Raúl Iglesias | Juan Carlos Jaliff       |                         | Partido Federal                            | 19.293                                     | 2,22      |       |
| Roberto Raúl Iglesias | Juan Carlos Jaliff       | Total Iglesias - Jaliff | Total Iglesias - Jaliff                    | Total Iglesias - Jaliff                    | 300.852   | 34,56 |
| Luis Rosales          | Pablo Priore Moyano      |                         | Compromiso Federal                         | Compromiso Federal                         | 139.075   | 15,97 |
| Oscar Santarelli (PS) | Karina Ferraris (PS)     |                         | Frente Amplio Progresista                  | Frente Amplio Progresista                  | 30.420    | 3,49  |
| Nicolás del Caño      | Héctor Fresina           |                         | Izquierda del Trabajador por el Socialismo | Izquierda del Trabajador por el Socialismo | 14.313    | 1,64  |
| Carlos Ordóñez        | María Cristina Romagnoli |                         | Nueva Izquierda                            | Nueva Izquierda                            | 7.718     | 0,89  |
| Daniel Gaido          | Valentín Campos Sepich   |                         | Unión Popular                              | Unión Popular                              | 5.954     | 0,68  |
| Votos positivos       | Votos positivos          | Votos positivos         | Votos positivos                            | Votos positivos                            | 870.653   | 87,04 |
| Votos en blanco       | Votos en blanco          | Votos en blanco         | Votos en blanco                            | Votos en blanco                            | 86.401    | 8,64  |
| Votos nulos           | Votos nulos              | Votos nulos             | Votos nulos                                | Votos nulos                                | 43.215    | 4,32  |
| Participación         | Participación            | Participación           | Participación                              | Participación                              | 1.000.269 | 81,04 |
| Electores registrados | Electores registrados    | Electores registrados   | Electores registrados                      | Electores registrados                      | 1.234.251 | 100   |
| Fuente:               |                          |                         |                                            |                                            |           |       |

### Cámara de Diputados
| ← 2009 · Cámara de Diputados · 2013 → | ← 2009 · Cámara de Diputados · 2013 →      | ← 2009 · Cámara de Diputados · 2013 →      | ← 2009 · Cámara de Diputados · 2013 → | ← 2009 · Cámara de Diputados · 2013 → | ← 2009 · Cámara de Diputados · 2013 → |
| Partido                               | Partido                                    | Partido                                    | Votos                                 | %                                     | Bancas                                |
| ------------------------------------- | ------------------------------------------ | ------------------------------------------ | ------------------------------------- | ------------------------------------- | ------------------------------------- |
|                                       | Frente para la Victoria                    | Frente para la Victoria                    | 366.322                               | 43,85                                 | 13/24                                 |
|                                       |                                            | Frente Cívico Federal                      | 218.384                               | 26,14                                 |                                       |
|                                       | Coalición Cívica ARI                       | 29.517                                     | 3,53                                  |                                       |                                       |
|                                       | Partido Federal                            | 14.812                                     | 1,77                                  |                                       |                                       |
| Total Frente Cívico Federal           | Total Frente Cívico Federal                | Total Frente Cívico Federal                | 262.713                               | 31,45                                 | 8/24                                  |
|                                       | Compromiso Federal                         | Compromiso Federal                         | 131.666                               | 15,76                                 | 3/24                                  |
|                                       | Frente Amplio Progresista                  | Frente Amplio Progresista                  | 34.521                                | 4,13                                  |                                       |
|                                       | Izquierda del Trabajador por el Socialismo | Izquierda del Trabajador por el Socialismo | 15.440                                | 1,85                                  |                                       |
|                                       | Propuesta para Mendoza                     | Propuesta para Mendoza                     | 8.532                                 | 1,02                                  |                                       |
|                                       | Nueva Izquierda                            | Nueva Izquierda                            | 7.275                                 | 0,87                                  |                                       |
|                                       | Unión Popular                              | Unión Popular                              | 6.229                                 | 0,75                                  |                                       |
|                                       | Juntos por Mendoza                         | Juntos por Mendoza                         | 2.738                                 | 0,33                                  |                                       |
| Votos positivos                       | Votos positivos                            | Votos positivos                            | 835.436                               | 83,53                                 |                                       |
| Votos en blanco                       | Votos en blanco                            | Votos en blanco                            | 121.169                               | 12,12                                 |                                       |
| Votos nulos                           | Votos nulos                                | Votos nulos                                | 43.528                                | 4,35                                  |                                       |
| Participación                         | Participación                              | Participación                              | 1.000.133                             | 81,22                                 |                                       |
| Electores registrados                 | Electores registrados                      | Electores registrados                      | 1.231.386                             | 100                                   |                                       |
| Fuentes:                              |                                            |                                            |                                       |                                       |                                       |

#### Resultados por secciones electorales

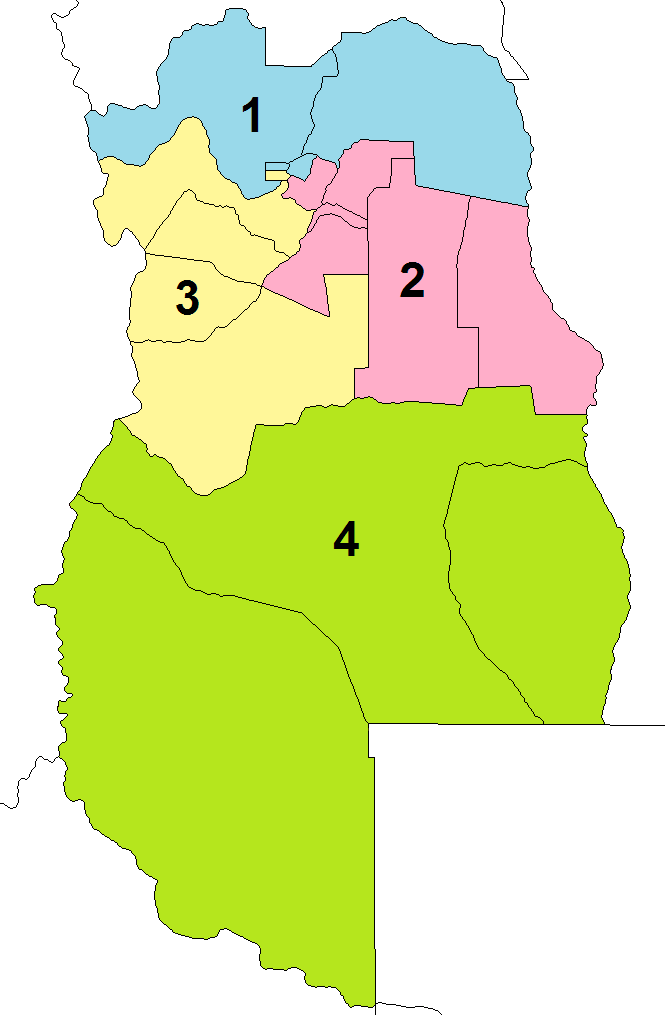
Secciones electorales de Mendoza:
1ª Sección
2ª Sección
3ª Sección
4ª Sección

| 1ª Sección Electoral 8 Diputados | 1ª Sección Electoral 8 Diputados           | 1ª Sección Electoral 8 Diputados           | 1ª Sección Electoral 8 Diputados | 1ª Sección Electoral 8 Diputados | 1ª Sección Electoral 8 Diputados | 1ª Sección Electoral 8 Diputados                                                         |
| Partido/Alianza                  | Partido/Alianza                            | Partido/Alianza                            | Votos                            | %                                | Bancas                           | Electos                                                                                  |
| -------------------------------- | ------------------------------------------ | ------------------------------------------ | -------------------------------- | -------------------------------- | -------------------------------- | ---------------------------------------------------------------------------------------- |
|                                  | Frente para la Victoria                    | Frente para la Victoria                    | 122.402                          | 39,59                            | 4/8                              | - Luis Eduardo Francisco - Fabián H. Miranda - María Lorena Saponara - Claudio René Díaz |
|                                  |                                            | Frente Cívico Federal                      | 80.150                           | 25,92                            |                                  |                                                                                          |
|                                  | Coalición Cívica ARI                       | 11.136                                     | 3,60                             |                                  |                                  |                                                                                          |
|                                  | Partido Federal                            | 5.936                                      | 1,92                             |                                  |                                  |                                                                                          |
| Total Frente Cívico Federal      | Total Frente Cívico Federal                | Total Frente Cívico Federal                | 97.222                           | 31,44                            | 3/8                              | - Víctor Scattareggia - Héctor Quevedo - Paola Meschini                                  |
|                                  | Compromiso Federal                         | Compromiso Federal                         | 53.033                           | 17,15                            | 1/8                              | - Jesús Riesco                                                                           |
|                                  | Frente Amplio Progresista                  | Frente Amplio Progresista                  | 14.012                           | 4,53                             |                                  |                                                                                          |
|                                  | Propuesta para Mendoza                     | Propuesta para Mendoza                     | 8.532                            | 2,76                             |                                  |                                                                                          |
|                                  | Izquierda del Trabajador por el Socialismo | Izquierda del Trabajador por el Socialismo | 7.140                            | 2,31                             |                                  |                                                                                          |
|                                  | Nueva Izquierda                            | Nueva Izquierda                            | 3.267                            | 1,06                             |                                  |                                                                                          |
|                                  | Unión Popular                              | Unión Popular                              | 2.537                            | 0,82                             |                                  |                                                                                          |
|                                  | Juntos por Mendoza                         | Juntos por Mendoza                         | 1.031                            | 0,33                             |                                  |                                                                                          |
| Votos positivos                  | Votos positivos                            | Votos positivos                            | 309.176                          | 85,09                            |                                  |                                                                                          |
| Votos en blanco                  | Votos en blanco                            | Votos en blanco                            | 38.105                           | 10,49                            |                                  |                                                                                          |
| Votos nulos                      | Votos nulos                                | Votos nulos                                | 16.087                           | 4,43                             |                                  |                                                                                          |
| Participación                    | Participación                              | Participación                              | 363.368                          | 76,74                            |                                  |                                                                                          |
| Electores registrados            | Electores registrados                      | Electores registrados                      | 455.680                          | 100                              |                                  |                                                                                          |
| 2ª Sección Electoral 6 Diputados |                                            |                                            |                                  |                                  |                                  |                                                                                          |
| Partido/Alianza                  | Partido/Alianza                            | Partido/Alianza                            | Votos                            | %                                | Bancas                           | Electos                                                                                  |
|                                  | Frente para la Victoria                    | Frente para la Victoria                    | 97.054                           | 48,58                            | 3/6                              | - Carlos Omar Bianchinelli - Jorge Miguel Tanus - Mónica Graciela Zalazar                |
|                                  |                                            | Frente Cívico Federal                      | 51.035                           | 25,54                            |                                  |                                                                                          |
|                                  | Coalición Cívica ARI                       | 6.059                                      | 3,03                             |                                  |                                  |                                                                                          |
|                                  | Partido Federal                            | 2.945                                      | 1,47                             |                                  |                                  |                                                                                          |
| Total Frente Cívico Federal      | Total Frente Cívico Federal                | Total Frente Cívico Federal                | 60.039                           | 30,04                            | 2/6                              | - Daniel Llaver - Diego Guzmán                                                           |
|                                  | Compromiso Federal                         | Compromiso Federal                         | 30.582                           | 15,31                            | 1/6                              | - Rómulo Leonardi                                                                        |
|                                  | Frente Amplio Progresista                  | Frente Amplio Progresista                  | 6.116                            | 3,06                             |                                  |                                                                                          |
|                                  | Izquierda del Trabajador por el Socialismo | Izquierda del Trabajador por el Socialismo | 3.145                            | 1,57                             |                                  |                                                                                          |
|                                  | Nueva Izquierda                            | Nueva Izquierda                            | 1.300                            | 0,65                             |                                  |                                                                                          |
|                                  | Unión Popular                              | Unión Popular                              | 996                              | 0,50                             |                                  |                                                                                          |
|                                  | Juntos por Mendoza                         | Juntos por Mendoza                         | 555                              | 0,28                             |                                  |                                                                                          |
| Votos positivos                  | Votos positivos                            | Votos positivos                            | 199.787                          | 82,99                            |                                  |                                                                                          |
| Votos en blanco                  | Votos en blanco                            | Votos en blanco                            | 30.851                           | 12,82                            |                                  |                                                                                          |
| Votos nulos                      | Votos nulos                                | Votos nulos                                | 10.089                           | 4,19                             |                                  |                                                                                          |
| Participación                    | Participación                              | Participación                              | 240.727                          | 83,96                            |                                  |                                                                                          |
| Electores registrados            | Electores registrados                      | Electores registrados                      | 286.708                          | 100                              |                                  |                                                                                          |
| 3ª Sección Electoral 5 Diputados |                                            |                                            |                                  |                                  |                                  |                                                                                          |
| Partido/Alianza                  | Partido/Alianza                            | Partido/Alianza                            | Votos                            | %                                | Bancas                           | Electos                                                                                  |
|                                  | Frente para la Victoria                    | Frente para la Victoria                    | 80.765                           | 39,36                            | 2/5                              | - Lucas A. Ilardo Suriani - Marina Mercedes Femenia                                      |
|                                  |                                            | Frente Cívico Federal                      | 61.819                           | 30,13                            |                                  |                                                                                          |
|                                  | Coalición Cívica ARI                       | 8.629                                      | 4,21                             |                                  |                                  |                                                                                          |
|                                  | Partido Federal                            | 4.302                                      | 2,10                             |                                  |                                  |                                                                                          |
| Total Frente Cívico Federal      | Total Frente Cívico Federal                | Total Frente Cívico Federal                | 74.750                           | 36,44                            | 2/5                              | - Tadeo García Zalazar - Roberto Infante                                                 |
|                                  | Compromiso Federal                         | Compromiso Federal                         | 32.607                           | 15,89                            | 1/5                              | - Eduardo Daniel Cassia                                                                  |
|                                  | Frente Amplio Progresista                  | Frente Amplio Progresista                  | 9.117                            | 4,44                             |                                  |                                                                                          |
|                                  | Izquierda del Trabajador por el Socialismo | Izquierda del Trabajador por el Socialismo | 3.966                            | 1.93                             |                                  |                                                                                          |
|                                  | Nueva Izquierda                            | Nueva Izquierda                            | 2.055                            | 1,00                             |                                  |                                                                                          |
|                                  | Unión Popular                              | Unión Popular                              | 1.060                            | 0,52                             |                                  |                                                                                          |
|                                  | Juntos por Mendoza                         | Juntos por Mendoza                         | 867                              | 0,42                             |                                  |                                                                                          |
| Votos positivos                  | Votos positivos                            | Votos positivos                            | 205.187                          | 83,45                            |                                  |                                                                                          |
| Votos en blanco                  | Votos en blanco                            | Votos en blanco                            | 30.826                           | 12,54                            |                                  |                                                                                          |
| Votos nulos                      | Votos nulos                                | Votos nulos                                | 9.856                            | 4,01                             |                                  |                                                                                          |
| Participación                    | Participación                              | Participación                              | 245.869                          | 81,28                            |                                  |                                                                                          |
| Electores registrados            | Electores registrados                      | Electores registrados                      | 302.483                          | 100                              |                                  |                                                                                          |
| 4ª Sección Electoral 5 Diputados |                                            |                                            |                                  |                                  |                                  |                                                                                          |
| Partido/Alianza                  | Partido/Alianza                            | Partido/Alianza                            | Votos                            | %                                | Bancas                           | Electos                                                                                  |
|                                  | Frente para la Victoria                    | Frente para la Victoria                    | 66.101                           | 54,50                            | 4/5                              | - Cristian Daniel González - Raúl Guerra - María Evangelina Godoy - Rosa Mariela Langa   |
|                                  |                                            | Frente Cívico Federal                      | 25.380                           | 20,93                            |                                  |                                                                                          |
|                                  | Coalición Cívica ARI                       | 3.693                                      | 3,04                             |                                  |                                  |                                                                                          |
|                                  | Partido Federal                            | 1.629                                      | 1,34                             |                                  |                                  |                                                                                          |
| Total Frente Cívico Federal      | Total Frente Cívico Federal                | Total Frente Cívico Federal                | 30.702                           | 25,31                            | 1/5                              | - Néstor Guizzardi                                                                       |
|                                  | Compromiso Federal                         | Compromiso Federal                         | 15.444                           | 12,73                            |                                  |                                                                                          |
|                                  | Frente Amplio Progresista                  | Frente Amplio Progresista                  | 5.276                            | 4,35                             |                                  |                                                                                          |
|                                  | Izquierda del Trabajador por el Socialismo | Izquierda del Trabajador por el Socialismo | 1.189                            | 0,98                             |                                  |                                                                                          |
|                                  | Nueva Izquierda                            | Nueva Izquierda                            | 653                              | 0,54                             |                                  |                                                                                          |
|                                  | Unión Popular                              | Unión Popular                              | 1.636                            | 1,35                             |                                  |                                                                                          |
|                                  | Juntos por Mendoza                         | Juntos por Mendoza                         | 285                              | 0,23                             |                                  |                                                                                          |
| Votos positivos                  | Votos positivos                            | Votos positivos                            | 121.286                          | 80,77                            |                                  |                                                                                          |
| Votos en blanco                  | Votos en blanco                            | Votos en blanco                            | 21.387                           | 14,24                            |                                  |                                                                                          |
| Votos nulos                      | Votos nulos                                | Votos nulos                                | 7.496                            | 4,99                             |                                  |                                                                                          |
| Participación                    | Participación                              | Participación                              | 150.169                          | 80,51                            |                                  |                                                                                          |
| Electores registrados            | Electores registrados                      | Electores registrados                      | 186.515                          | 100                              |                                  |                                                                                          |

### Cámara de Senadores
| ← 2009 · Cámara de Senadores · 2013 → | ← 2009 · Cámara de Senadores · 2013 →      | ← 2009 · Cámara de Senadores · 2013 →      | ← 2009 · Cámara de Senadores · 2013 → | ← 2009 · Cámara de Senadores · 2013 → | ← 2009 · Cámara de Senadores · 2013 → |
| Partido                               | Partido                                    | Partido                                    | Votos                                 | %                                     | Bancas                                |
| ------------------------------------- | ------------------------------------------ | ------------------------------------------ | ------------------------------------- | ------------------------------------- | ------------------------------------- |
|                                       | Frente para la Victoria                    | Frente para la Victoria                    | 367.864                               | 43,88                                 | 11/19                                 |
|                                       |                                            | Frente Cívico Federal                      | 221.552                               | 26,43                                 |                                       |
|                                       | Coalición Cívica ARI                       | 29.881                                     | 3,56                                  |                                       |                                       |
|                                       | Partido Federal                            | 14.866                                     | 1,77                                  |                                       |                                       |
| Total Frente Cívico Federal           | Total Frente Cívico Federal                | Total Frente Cívico Federal                | 266.299                               | 31,76                                 | 6/19                                  |
|                                       | Compromiso Federal                         | Compromiso Federal                         | 132.694                               | 15,83                                 | 2/19                                  |
|                                       | Frente Amplio Progresista                  | Frente Amplio Progresista                  | 33.253                                | 3,57                                  |                                       |
|                                       | Izquierda del Trabajador por el Socialismo | Izquierda del Trabajador por el Socialismo | 15.557                                | 1,86                                  |                                       |
|                                       | Nueva Izquierda                            | Nueva Izquierda                            | 7.392                                 | 0,88                                  |                                       |
|                                       | Unión Popular                              | Unión Popular                              | 6.347                                 | 0,76                                  |                                       |
|                                       | Propuesta para Mendoza                     | Propuesta para Mendoza                     | 6.280                                 | 0.75                                  |                                       |
|                                       | Juntos por Mendoza                         | Juntos por Mendoza                         | 2.702                                 | 0,32                                  |                                       |
| Votos positivos                       | Votos positivos                            | Votos positivos                            | 838.388                               | 83,83                                 |                                       |
| Votos en blanco                       | Votos en blanco                            | Votos en blanco                            | 118.340                               | 11,83                                 |                                       |
| Votos nulos                           | Votos nulos                                | Votos nulos                                | 43.405                                | 4,34                                  |                                       |
| Participación                         | Participación                              | Participación                              | 1.000.133                             | 81,22                                 |                                       |
| Electores registrados                 | Electores registrados                      | Electores registrados                      | 1.231.386                             | 100                                   |                                       |
| Fuentes:                              |                                            |                                            |                                       |                                       |                                       |

#### Resultados por secciones electorales
| 1ª Sección Electoral 6 Senadores | 1ª Sección Electoral 6 Senadores           | 1ª Sección Electoral 6 Senadores           | 1ª Sección Electoral 6 Senadores | 1ª Sección Electoral 6 Senadores | 1ª Sección Electoral 6 Senadores | 1ª Sección Electoral 6 Senadores                                         |
| Partido/Alianza                  | Partido/Alianza                            | Partido/Alianza                            | Votos                            | %                                | Bancas                           | Electos                                                                  |
| -------------------------------- | ------------------------------------------ | ------------------------------------------ | -------------------------------- | -------------------------------- | -------------------------------- | ------------------------------------------------------------------------ |
|                                  | Frente para la Victoria                    | Frente para la Victoria                    | 123.531                          | 39,87                            | 3/6                              | - Fernando Mario Simón - Jorge Miguel Ciafrelli - Claudia Carina Segovia |
|                                  |                                            | Frente Cívico Federal                      | 81.758                           | 29,39                            |                                  |                                                                          |
|                                  | Coalición Cívica ARI                       | 11.246                                     | 3,63                             |                                  |                                  |                                                                          |
|                                  | Partido Federal                            | 5.843                                      | 1,89                             |                                  |                                  |                                                                          |
| Total Frente Cívico Federal      | Total Frente Cívico Federal                | Total Frente Cívico Federal                | 98.847                           | 34,91                            | 2/6                              | - Milagros Suárez - Néstor Márquez                                       |
|                                  | Compromiso Federal                         | Compromiso Federal                         | 53.564                           | 17,29                            | 1/6                              | - Gustavo Ariel Valls                                                    |
|                                  | Frente Amplio Progresista                  | Frente Amplio Progresista                  | 13.472                           | 4,35                             |                                  |                                                                          |
|                                  | Izquierda del Trabajador por el Socialismo | Izquierda del Trabajador por el Socialismo | 7.246                            | 2,34                             |                                  |                                                                          |
|                                  | Propuesta para Mendoza                     | Propuesta para Mendoza                     | 6.280                            | 2,03                             |                                  |                                                                          |
|                                  | Nueva Izquierda                            | Nueva Izquierda                            | 3.316                            | 1,07                             |                                  |                                                                          |
|                                  | Unión Popular                              | Unión Popular                              | 2.614                            | 0,84                             |                                  |                                                                          |
|                                  | Juntos por Mendoza                         | Juntos por Mendoza                         | 975                              | 0,31                             |                                  |                                                                          |
| Votos positivos                  | Votos positivos                            | Votos positivos                            | 309.845                          | 85,27                            |                                  |                                                                          |
| Votos en blanco                  | Votos en blanco                            | Votos en blanco                            | 37.515                           | 10,32                            |                                  |                                                                          |
| Votos nulos                      | Votos nulos                                | Votos nulos                                | 16.008                           | 4,41                             |                                  |                                                                          |
| Participación                    | Participación                              | Participación                              | 363.368                          | 79,74                            |                                  |                                                                          |
| Electores registrados            | Electores registrados                      | Electores registrados                      | 455.680                          | 100                              |                                  |                                                                          |
| 2ª Sección Electoral 5 Senadores |                                            |                                            |                                  |                                  |                                  |                                                                          |
| Partido/Alianza                  | Partido/Alianza                            | Partido/Alianza                            | Votos                            | %                                | Bancas                           | Electos                                                                  |
|                                  | Frente para la Victoria                    | Frente para la Victoria                    | 97.023                           | 48,32                            | 3/5                              | - Irma Raquel Muñoz - José Matías Stevanato - Claudia Verónica Torrez    |
|                                  |                                            | Frente Cívico Federal                      | 51.449                           | 25,62                            |                                  |                                                                          |
|                                  | Coalición Cívica ARI                       | 6.139                                      | 3,06                             |                                  |                                  |                                                                          |
|                                  | Partido Federal                            | 3.008                                      | 1,50                             |                                  |                                  |                                                                          |
| Total Frente Cívico Federal      | Total Frente Cívico Federal                | Total Frente Cívico Federal                | 60.596                           | 30,18                            | 1/5                              | - Juan del Río                                                           |
|                                  | Compromiso Federal                         | Compromiso Federal                         | 31.041                           | 15,46                            | 1/5                              | - Gustavo Rubén Cairo                                                    |
|                                  | Frente Amplio Progresista                  | Frente Amplio Progresista                  | 6.089                            | 3,03                             |                                  |                                                                          |
|                                  | Izquierda del Trabajador por el Socialismo | Izquierda del Trabajador por el Socialismo | 3.138                            | 1,56                             |                                  |                                                                          |
|                                  | Nueva Izquierda                            | Nueva Izquierda                            | 1.320                            | 0,66                             |                                  |                                                                          |
|                                  | Unión Popular                              | Unión Popular                              | 1.010                            | 0,50                             |                                  |                                                                          |
|                                  | Juntos por Mendoza                         | Juntos por Mendoza                         | 566                              | 0,28                             |                                  |                                                                          |
| Votos positivos                  | Votos positivos                            | Votos positivos                            | 200.783                          | 83,41                            |                                  |                                                                          |
| Votos en blanco                  | Votos en blanco                            | Votos en blanco                            | 29.901                           | 12,42                            |                                  |                                                                          |
| Votos nulos                      | Votos nulos                                | Votos nulos                                | 10.043                           | 4,17                             |                                  |                                                                          |
| Participación                    | Participación                              | Participación                              | 240.727                          | 83,96                            |                                  |                                                                          |
| Electores registrados            | Electores registrados                      | Electores registrados                      | 286.708                          | 100                              |                                  |                                                                          |
| 3ª Sección Electoral 4 Senadores |                                            |                                            |                                  |                                  |                                  |                                                                          |
| Partido/Alianza                  | Partido/Alianza                            | Partido/Alianza                            | Votos                            | %                                | Bancas                           | Electos                                                                  |
|                                  | Frente para la Victoria                    | Frente para la Victoria                    | 81.044                           | 39,30                            | 2/4                              | - Ricardo Daniel Pettignano - José Escoda                                |
|                                  |                                            | Frente Cívico Federal                      | 62.298                           | 30,21                            |                                  |                                                                          |
|                                  | Coalición Cívica ARI                       | 8.752                                      | 4,24                             |                                  |                                  |                                                                          |
|                                  | Partido Federal                            | 4.359                                      | 2,11                             |                                  |                                  |                                                                          |
| Total Frente Cívico Federal      | Total Frente Cívico Federal                | Total Frente Cívico Federal                | 75.409                           | 36,51                            | 2/4                              | - Daniel Ortiz - Sergio Moralejo                                         |
|                                  | Compromiso Federal                         | Compromiso Federal                         | 32.570                           | 15,79                            |                                  |                                                                          |
|                                  | Frente Amplio Progresista                  | Frente Amplio Progresista                  | 9.213                            | 4,47                             |                                  |                                                                          |
|                                  | Izquierda del Trabajador por el Socialismo | Izquierda del Trabajador por el Socialismo | 3.959                            | 1,92                             |                                  |                                                                          |
|                                  | Nueva Izquierda                            | Nueva Izquierda                            | 2.096                            | 1,02                             |                                  |                                                                          |
|                                  | Unión Popular                              | Unión Popular                              | 1.073                            | 0,52                             |                                  |                                                                          |
|                                  | Juntos por Mendoza                         | Juntos por Mendoza                         | 875                              | 0,42                             |                                  |                                                                          |
| Votos positivos                  | Votos positivos                            | Votos positivos                            | 206.239                          | 83,88                            |                                  |                                                                          |
| Votos en blanco                  | Votos en blanco                            | Votos en blanco                            | 29.755                           | 12,10                            |                                  |                                                                          |
| Votos nulos                      | Votos nulos                                | Votos nulos                                | 9.875                            | 4,02                             |                                  |                                                                          |
| Participación                    | Participación                              | Participación                              | 245.869                          | 81,28                            |                                  |                                                                          |
| Electores registrados            | Electores registrados                      | Electores registrados                      | 302.483                          | 100                              |                                  |                                                                          |
| 4ª Sección Electoral 4 Senadores |                                            |                                            |                                  |                                  |                                  |                                                                          |
| Partido/Alianza                  | Partido/Alianza                            | Partido/Alianza                            | Votos                            | %                                | Bancas                           | Electos                                                                  |
|                                  | Frente para la Victoria                    | Frente para la Victoria                    | 66.266                           | 54,23                            | 3/4                              | - Francisco Javier Cofano - Silvia Iris Calvi - Wanda Elizabeth Paredes  |
|                                  |                                            | Frente Cívico Federal                      | 26.047                           | 21,43                            |                                  |                                                                          |
|                                  | Coalición Cívica ARI                       | 3.744                                      | 3,08                             |                                  |                                  |                                                                          |
|                                  | Partido Federal                            | 1.656                                      | 1,36                             |                                  |                                  |                                                                          |
| Total Frente Cívico Federal      | Total Frente Cívico Federal                | Total Frente Cívico Federal                | 31.447                           | 25,87                            | 1/4                              | - Guillermo Simón                                                        |
|                                  | Compromiso Federal                         | Compromiso Federal                         | 15.519                           | 12,77                            |                                  |                                                                          |
|                                  | Frente Amplio Progresista                  | Frente Amplio Progresista                  | 4.479                            | 3,69                             |                                  |                                                                          |
|                                  | Izquierda del Trabajador por el Socialismo | Izquierda del Trabajador por el Socialismo | 1.214                            | 1,00                             |                                  |                                                                          |
|                                  | Nueva Izquierda                            | Nueva Izquierda                            | 660                              | 0,54                             |                                  |                                                                          |
|                                  | Unión Popular                              | Unión Popular                              | 1.650                            | 1,36                             |                                  |                                                                          |
|                                  | Juntos por Mendoza                         | Juntos por Mendoza                         | 286                              | 0,24                             |                                  |                                                                          |
| Votos positivos                  | Votos positivos                            | Votos positivos                            | 121.521                          | 80,91                            |                                  |                                                                          |
| Votos en blanco                  | Votos en blanco                            | Votos en blanco                            | 21.169                           | 14,10                            |                                  |                                                                          |
| Votos nulos                      | Votos nulos                                | Votos nulos                                | 7.479                            | 4,98                             |                                  |                                                                          |
| Participación                    | Participación                              | Participación                              | 150.169                          | 80,51                            |                                  |                                                                          |
| Electores registrados            | Electores registrados                      | Electores registrados                      | 186.515                          | 100                              |                                  |                                                                          |